# 眠れる美女 (2012年の映画)
『眠れる美女』（ねむれるびじょ、Bella Addormentata）は、マルコ・ベロッキオ監督による2012年のイタリア・フランス合作の映画。

## あらすじ
2009年。イタリアでは、植物状態のエルアーナ・エングラーロの尊厳死をめぐって、全国的な議論が巻き起こっていた。そんな中、議員のウリアーノ（トニ・セルヴィッロ）、医師のパッリド（ピエール・ジョルジョ・ベロッキオ）、女優のディビナ（イザベル・ユペール）は、眠りつづける女を介して、みずからの人生と向き合うことになる。

## キャスト
- トニ・セルヴィッロ
- イザベル・ユペール
- マヤ・サンサ
- アルバ・ロルヴァケル
- ピエール・ジョルジョ・ベロッキオ
- ミケーレ・リオンディーノ
- ファブリツィオ・ファルコ

## 評価
本作は、Metacriticにて12件のレヴューで72点を獲得した。また、Rotten Tomatoesにて23件のレヴューで83%を獲得した。
ファブリツィオ・ファルコは第69回ヴェネツィア国際映画祭にてマルチェロ・マストロヤンニ賞を受賞した。